# Кедрови
Кедрови (рус. Кедровый) град је у Русији у Томској области. Према попису становништва из 2010. у граду је живело 2451 становника.

## Становништво
| 1989. | 2002. | 2010. |
| ----- | ----- | ----- |
| 1.998 | 3.052 | 2.451 |